# ダイアローグ/触れたい 確かめたい
「ダイアローグ/触れたい 確かめたい」（ダイアローグ/ふれたい たしかめたい）は、ASIAN KUNG-FU GENERATIONの27枚目のシングルで、2020年10月7日にKi/oon Musicより発売された。

## 解説
前作に引き続き両A面シングルとなっている。通常盤と完全生産限定盤A.Bの3形態で発売され、完全生産限定盤には中村佑介が描き下ろしたジャケットがプリントされたTシャツが付属される。
「ダイアローグ」と「触れたい 確かめたい (feat. 塩塚モエカ)」の2曲は2019年の欧州ツアーの際にロンドンでレコーディングされたものである。
本来、2020年春に行われる予定だったツアー「酔杯2 ～The Song of Apple～」に合わせて配信される予定だったが、新型コロナウイルスによってツアーが延期(後に中止)になったことでリリースが延期となった。その後、2020年10月26日～28日にKT Zepp Yokohamaで行われた公開収録ライブに合わせてCDシングルとしてリリースされることとなった。
「触れたい 確かめたい」には羊文学の塩塚モエカがゲストボーカルとして参加している。リリースから約2か月後の同年12月1日から放映のダイハツ工業「タント」のCMソングに起用されており、イラストレーター雪下まゆが手掛けるイラストで構成されたリリックビデオがYoutube上に公開されている。シングル曲にゲストボーカルが参加するのは初である。
「ネクスト」はメンバーによりリモート制作され、CDにのみ収録されている。
元々2曲同時配信でのリリースを予定していたこともあり、ジャケットが2種類用意されている。これはバンドでは初めてである。配信サイトでは2曲それぞれ単曲で配信されている。
「ダイアローグ」「触れたい 確かめたい (feat. 塩塚モエカ)」は2022年3月30日発売の10th Album『プラネットフォークス』に収録される。

## 収録曲
| 全作詞: 後藤正文、全作曲: 後藤正文(「ネクスト」のみ山田貴洋)、全編曲: ASIAN KUNG-FU GENERATION。 |                                             |           |                                    |                                |      |
| #                                                                                                | タイトル                                    | 作詞      | 作曲・編曲                         | 備考                           | 時間 |
| 1.                                                                                               | 「ダイアローグ」                            | 後藤正文  | 後藤正文(「ネクスト」のみ山田貴洋) |                                | 4:39 |
| 2.                                                                                               | 「触れたい 確かめたい（feat. 塩塚モエカ）」 | 後藤正文  | 後藤正文(「ネクスト」のみ山田貴洋) | ダイハツ工業「タント」CMソング | 4:42 |
| 3.                                                                                               | 「ネクスト」                                | 後藤正文  | 後藤正文(「ネクスト」のみ山田貴洋) | CDのみ収録                     | 3:27 |
| 合計時間:                                                                                        | 合計時間:                                   | 合計時間: | 12:48                              |                                |      |